# Гайтанджийство
Гайтанджийството е традиционен занаят за производство на гайтан – плетен вълнен шнур, с който се украсяват традиционните дрехи от аба. Като занаят съпътства абаджийството и терзийството.

## Производство
Първоначално гайтаните се изработват ръчно – жените предат вълната и ги изплитат. По-късно се използва чекръкът, производството се механизира и гайтанджиите изкупуват готова прежда. Силно развитие получава по време на Възраждането и особено през 19 век. След Освобождението българските гайтани продължават да се търсят на турския пазар и това продължава до Първата световна война.
Гайтаните се използват за декорация на костюмите. От практично средство за заздравяване на ръбовете и шевовете на дебелите вълнени дрехи те се превръщат в сложна рисунка – свидетелство за усета на българката към красивото, за нейните творчески възможности и майсторство при изработката.
Главни центрове на Гайтанджийството стават занаятчийските центрове – Карлово, Калофер, Казанлък, Габрово, Сопот, Котел, Сливен, Пирдоп и др. През втората половина на 19 век е въведен железният чарк, което е спомогнало за неговото още по-голямо развитие. В годините непосредствено преди Освобождението то става един от най-значителните отрасли на текстилното производство. По-късно заедно с другите занаяти постепенно запада. Причина за това била силната конкуренция на фабричните изделия, внасяни от страните в Европа.
Могат да се намерят гайтани в Габрово и Златоград, като процесът е останал непроменен през годините с изключение на задвижването на чарка – електрически вместо с вода.

## Машини
Гайтанджийските чаркове са машините, които се задвижват с водна сила, на принципа на водениците. В зависимост от дебелината на определен гайтан те биват 8, 10 или 12 нишки. Принципът на който работят е: няколко успоредни макари, навити с конец, се въртят една след друга по определена схема и модел, образувайки плетката на гайтана.

## Помещения
Помещенията в които се произвеждат плетивата, както и местоположението на чарковете се нарича – гайтанджийска одая. Едно от условията е тя да е разположена на река, поради процеса по който се задвижват чарковете. Всяка една одая типично съдържа между десет и двадесет чарка, като те са нареждат покрай стената.

## Развитие
Приносът на занаятчийските еснафи за развитието на гайтанджийството в различните райони е следният:
- Карлово – първи произвеждат и предлагат на пазара този продукт
- Казанлък – първи въвеждат дървения чарк
- Калофер – първи използват човешка урина при боядисване на гайтана
- Габрово – първи произвеждат железния чарк; първи започват да пърлят